# Mali Vareški
Mali Vareški is een plaats in de gemeente Marčana in de Kroatische provincie Istrië. De plaats telt 96 inwoners (2001).